# خالد لونیسی
خالد لونیسی (انگلیسی: Khaled Lounici؛ زادهٔ ۹ ژوئیهٔ ۱۹۶۷) بازیکن سابق و مربی فوتبال اهل الجزایر است.
از باشگاه‌هایی که در آن بازی کرده‌است می‌توان به باشگاه فوتبال مولودیه الجزایر و باشگاه فوتبال اتحاد الحراش اشاره کرد.
وی همچنین در تیم ملی فوتبال الجزایر بازی کرده‌است.